# Данилів Міст (зупинний пункт)
Данилів Міст (біл. Данілаў Мост) — зупинний пункт Могильовського відділення Білоруської залізниці в Бобруйському районі Могильовської області. Розташований за 2,4 км на південний схід від селища Данилів Міст; на лінії Жлобин — Осиповичі I, поміж станцією Червоний Берег і зупинним пунктом Омельня.